# Лефевр, Гюстав (египтолог)
Гюста́в Лефе́вр (фр. Gustave Lefebvre; 17 июля 1879, Бар-ле-Дюк — 1 ноября 1957, Версаль) — французский египтолог и папиролог, главный инспектор египетской Службы древностей и хранитель Каирского египетского музея.

## Биография
Родился 17 июля 1879 года в городе Бар-ле-Дюке, департамент Мёз, Франция. После завершения среднего образования в Нанси и Париже, окончил филологический факультет Парижского университета в 1900 году и поступил на работу во Французскую школу в Афинах — высшее учебное заведение, специализирующееся на археологии, в качестве агреже.
В январе 1902 года был направлен директором школы Теофилем Омоллем на раскопки в Египет в составе археологической экспедиции под руководством Пьера Жуге; с 1904 года был уже руководителем египетской археологической экспедиции, но продолжал числиться в Французской школе в Афинах, где преподавал между поездками в Египет. В 1905 году известный папиролог Гастон Масперо, работавший в Каире, пригласил Лефевра занять должность главного инспектора Службы древностей по Среднему Египту с резиденцией в Асьюте, и тот согласился.
В конце XIX — начале XX века египтология переживала свой бум. Профессиональные археологи проводили раскопки для музеев и научных центров, самодеятельные искатели сокровищ искали, часто находили и продавали самые разные предметы, относящиеся к древнеегипетской цивилизации. Вместе с тем, местные крестьяне при обнаружении чего-то, что не казалось им достаточно ценным, запросто уничтожали древние артефакты. Так, в 1901 году крестьяне селения Ком-Ишкау, расположенном на территории древнего города Афродитополиса (Пер-Уаджет), обнаружили большой склад древних папирусов — многие из них были проданы, но часть просто сожжена. Чтобы уберечь в будущем артефакты от уничтожения, Лефевр сообщил местным жителям о своей готовности выкупа́ть их находки, а также о своей заинтересованности в проведении раскопок при земельных работах (например, при строительстве дома). Эти призывы дали результат — так, в течение 1905—1907 годов Лефевром и его группой было найдено множество новых папирусов, включая несколько неизвестных до той поры произведений Менандра, опубликованных позднее профессорами Виктором Мартеном из Женевы и Петером фон дер Мюллем из Базеля.

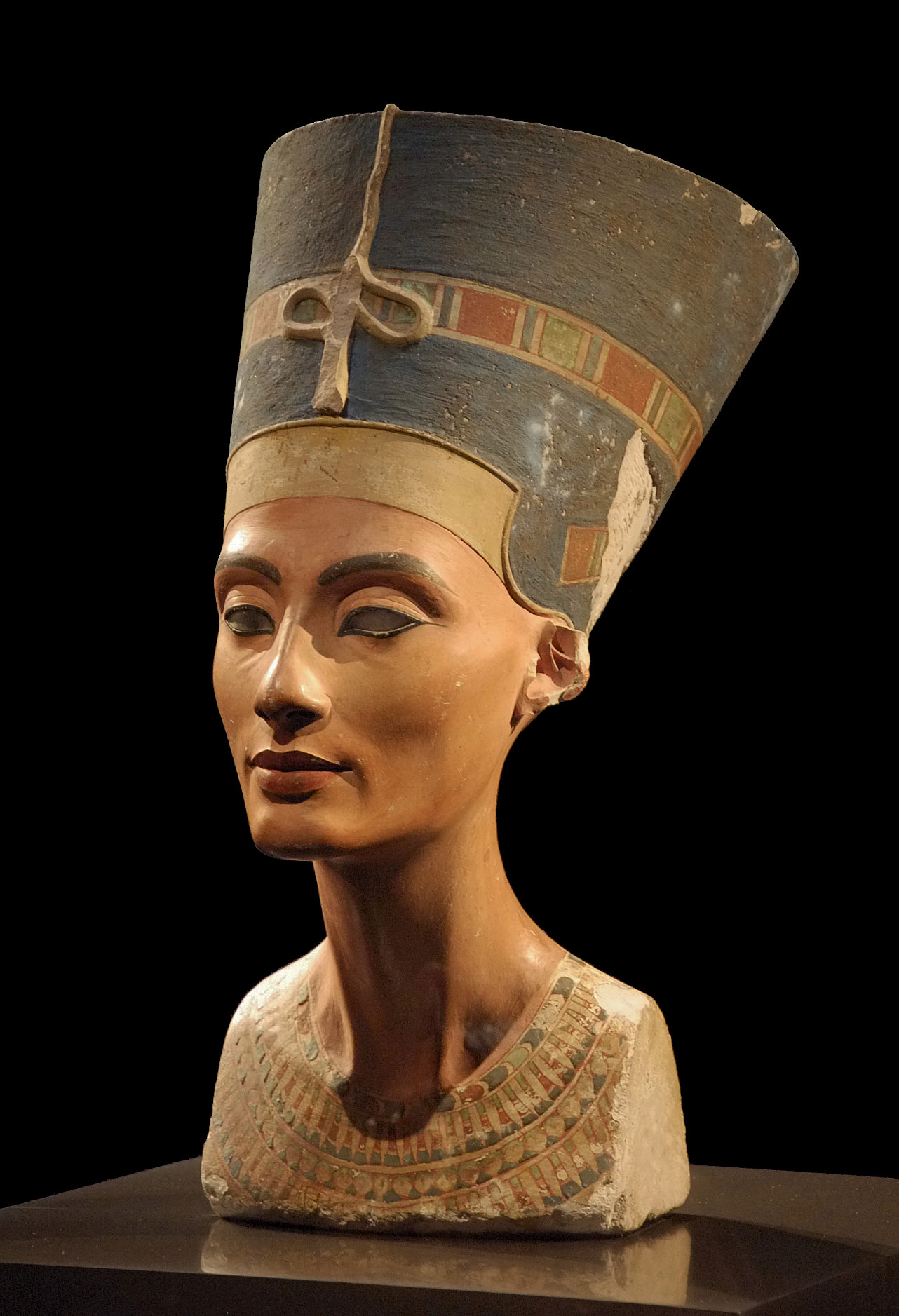
Бюст Нефертити

В 1913 году произошло событие, оставшееся совершенно незамеченным тогда, но позднее стало знаменитым: годом ранее немецкий археолог Людвиг Борхардт во время раскопок в Амарне обнаружил бюст, который был идентифицирован как относящийся к 1350 году до н. э. бюст царицы Нефертити авторства скульптора Тутмоса. В то время правительством находившегося под британским протекторатом Египта было принято постановление о порядке проведения в стране археологических раскопок. Согласно ему, 50 % найденного должно было оставаться в стране, а 50 % проводивший раскопки имел право вывезти. Все находки подлежали досмотру, который осуществлялся Службой древностей, которая должна была предотвращать вывоз из страны наиболее ценных экспонатов. Борхардт назвал в описи найденный им бюст как «бюст принцессы» и замаскировал его (по одним данным — замотал тканью, по другим — покрыл слоем гипса), скрыв таким образом его ценность. В результате исполнявший обязанности инспектора Службы древностей Гюстав Лефевр подписал разрешение на вывоз находки из страны. Позже Лефевр заявил, что «он не мог вспомнить, видел ли он бюст или нет».
В 1924 году, когда бюст был выставлен в залах берлинского «Нового музея», обман раскрылся и в 1925 году сменивший Лефевра на посту инспектора Пьер Лако потребовал возвращения бюста в Египет. Переговоры на этот счёт вяло шли до 1933 года, когда пришедший к власти в Германии Гитлер прекратил их. В 1939 году, в условиях начавшейся Второй мировой войны бюст, как и другие сокровища немецких музеев был скрыт в подземном хранилище. В 1945 году был обнаружен американскими оккупационными войсками и позднее передан ими в экспозицию западноберлинского музея в Шарлоттенбурге, где находился до 2009 года, после чего вновь стал частью коллекции «Нового музея» и остаётся там до сих пор, несмотря на то, что в 2011 году правительство Египта подтвердило свои требования вернуть бюст в страну.
Гюстав Лефевр занимал должность главного инспектора Службы древностей по Среднему Египту до 1914 года и за это время провёл множество раскопок, нашёл, атрибуировал и опубликовал несколько научных работ в области египтологии и папирологии. Однако, из-за начавшейся Первой мировой войны он был вынужден покинуть Египет и вернуться на родину. Там Лефевр был призван в армию — сперва он проходил службу в качестве простого солдата, принимал участие в битве на Эне. Затем выполнял задачи стажёра-переводчика, наконец — офицера-переводчика.
После окончания Первой мировой войны, весной 1919 года Лефевр вернулся в Египет, где получил должность заместителя хранителя Египетского музея в Каире, а с 1926 года стал главным хранителем. В 1923—1924 годах занимался изучением обнаруженной в 1919 году могилы Петосириса — одного из пяти главных жрецов бога Тота в Гермополе; по результатам исследований опубликовал в 1924 году книгу, ставшую заметным событием в мировой египтологии. После обнаружения в 1922 году Говардом Картером сокровищ и артефактов в гробнице фараона Тутанхамона, Гюстав Лефевр, как хранитель Каирского музея, был организатором первой выставки обнаруженных его коллегами ценностей, состоявшейся в 1926 году. В 1928 году Лефевр ушёл в отставку с поста хранителя музея и навсегда покинул Египет. В 1928—1948 годах был преподавателем египтологии и древнеегипетской филологии в Практической школе высших исследований в Париже. С 1942 года — член Академии надписей и изящной словесности.
Гюстав Лефевр скончался 1 ноября 1957 года в Версале, департамент Ивелин и был похоронен 6 ноября на местном кладбище.

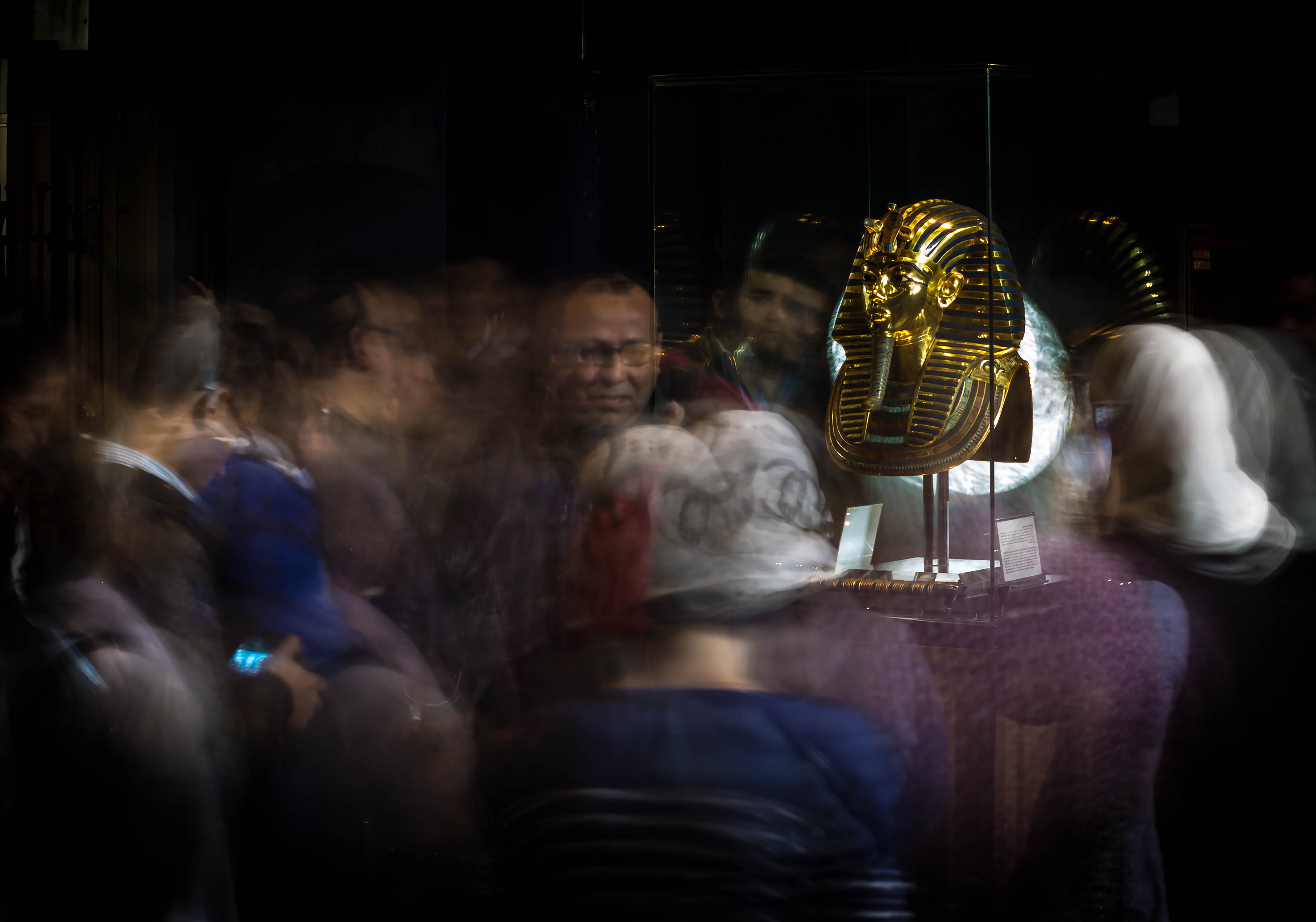
Сокровища Тутанхамона в Каирском музее

## Избранная библиография
- Une chapelle de Ramsès II à Abydos (1906)
- Fragments d’un manuscrit de Ménandre (1907 и 1911)
- Les graffites grecs du Memnomion d'Abydos (1919)
- Le tombeau de Pétosiris, trois volumes (1923-1924)
- Histoire des grands prêtres d'Amon de Karnak (1929)
- Grammaire de l'égyptien classique (1940)
- Romans et contes égyptiens de l'époque pharaonique (1948)
- Essai sur la médecine égyptienne de l'époque pharaonique (1956)